# Sierra de la Ventana
Sierra de la Ventana är en ort i Argentina.   Den ligger i provinsen Buenos Aires, i den centrala delen av landet, 500 km sydväst om huvudstaden Buenos Aires. Sierra de la Ventana ligger 255 meter över havet och antalet invånare är 2 165.
Terrängen runt Sierra de la Ventana är platt västerut, men österut är den kuperad. Sierra de la Ventana ligger nere i en dal. Runt Sierra de la Ventana är det mycket glesbefolkat, med 5 invånare per kvadratkilometer.. Det finns inga andra samhällen i närheten. 
Trakten runt Sierra de la Ventana består i huvudsak av gräsmarker.